# Silverfena
Silverfin är den första i en serie om fem planerade ungdomsromaner om Ian Flemings karaktär James Bond som ung, skrivna av Charlie Higson. Boken utkom tidigt 2005 i England och USA, medan Sverige får vänta tills våren 2006, då den utges under titeln Silverfena.

## Handling
James Bond är 13 år och ska precis börja på Eton, efter att en längre tid fått hemundervisning av sin faster sedan hans föräldrar förolyckats. Inledningsvis följer vi Bond i skolan där han träffar nya vänner, men får även ovänner bland de äldre eleverna. Under påsklovet åker Bond till sin farbror och faster i Skottland, men istället för ett lugnt lov får han använda sin list och fysik när han får nys om en rik amerikan, hjälte i trakterna, men som i hemlighet utför avskyvärda experiment i sitt avlägsna slott.

## Karaktärer (i urval)
- James Bond
- Red Kelly
- Lord Randolph Hellebore
- Charmian Bond
- George Hellebore
- Max Bond
- Wilder Lawless
- Pritpal Nandra
- Tommy Chong
- Leo Butcher

## Om boken
Silverskin, Out of Breath, Dare or Die, Silvereye, Stargazer och Black Water var titlar som var på tal innan SilverFin valdes.